# اورست بارال
اورست بارال (انگلیسی: Oreste Barale؛ ۴ اکتبر ۱۹۰۴ – ۱۸ فوریهٔ ۱۹۸۳) بازیکن فوتبال اهل ایتالیا بود.
از باشگاه‌هایی که در آن بازی کرده‌است می‌توان به باشگاه فوتبال یوونتوس و باشگاه فوتبال آلساندریا اشاره کرد.